# Inekon 12 Trio

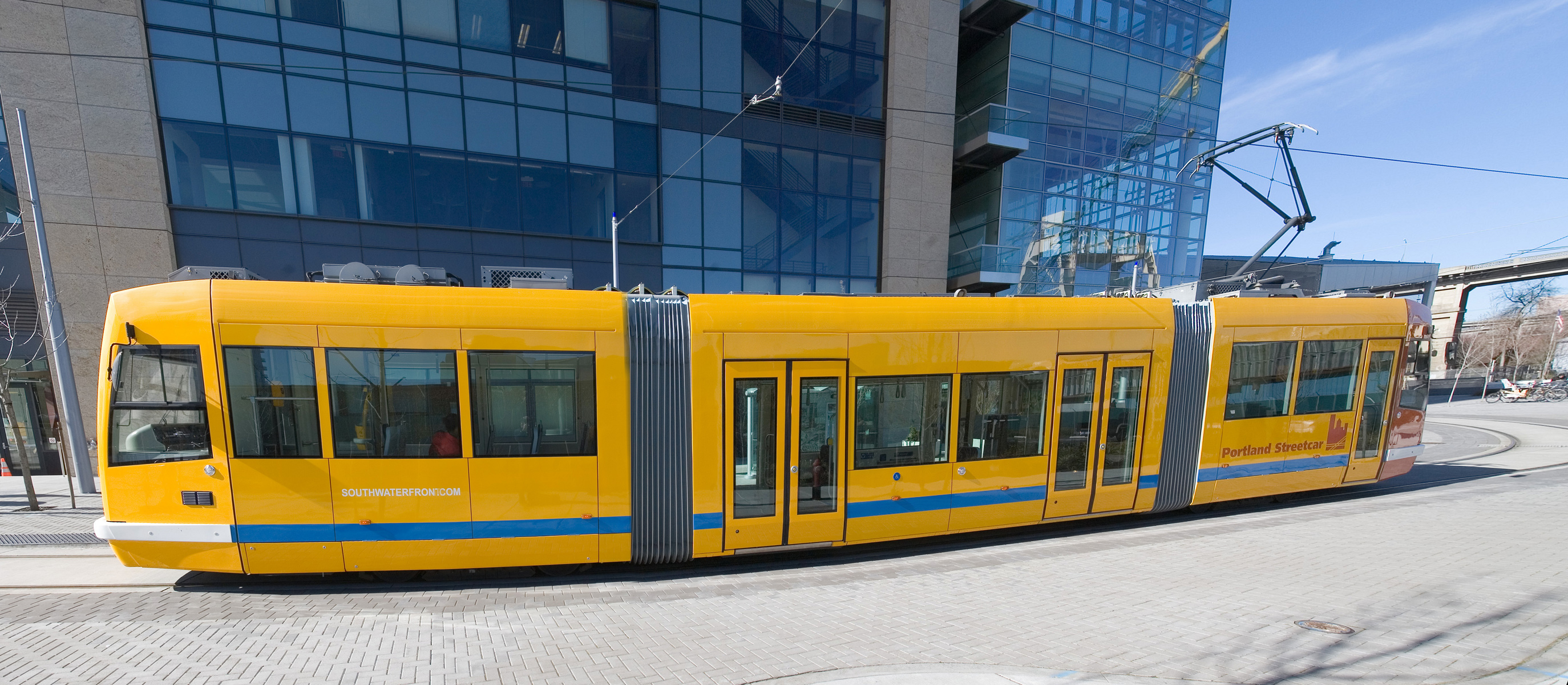
Inekon 12 Trio w Portland

Inekon 12 Trio – oznaczenie tramwaju wytwarzanego od 2006 roku przez czeską firmę Inekon Trams a.s. z siedzibą w Ostrawie, założoną przez spółkę Inekon Group a.s we współpracy z Przedsiębiorstwem Komunikacyjnym Ostrawa (DPO).

## Konstrukcja
Inekon 12 Trio stanowi dwukierunkową wersję tramwaju Inekon 01 Trio, przeznaczoną dla miast amerykańskich.
Podobnie jak 01 Trio, jest czteroosiowym wagonem silnikowym, mającym 50% niskiej podłogi i składa się z trzech członów, połączonych przegubami. Wysokość podłogi w środkowym członie wiszącym wynosi 350 mm, natomiast w członach skrajnych – 780 mm.
Po obu stronach znajduje się łącznie sześcioro drzwi – dwoje pojedynczych (jedne z każdej strony) w pierwszym członie i czworo podwójnych (dwoje z każdej strony) w środkowym.
Ogólna liczba miejsc wynosi 114. Wagony są w pełni klimatyzowane. Wyposażenie elektryczne umieszczone jest na dachu tramwaju. Inekon 12 Trio ma cztery silniki, każdy o mocy 90 kilowatów.

## Eksploatacja
Tramwaje Inekon 12 Trio eksploatowane są w trzech amerykańskich miastach:
- Seattle – trzy sztuki dostarczone w roku 2007, numery taborowe: 301–303, siedem sztuk dostarczonych w roku 2015, numery taborowe: 401-407,
- Portland – trzy sztuki dostarczone w roku 2007, numery taborowe: 008–010,
- Waszyngton – trzy sztuki dostarczone w roku 2009, numery taborowe: 901–903.